# Хамптон (тауншип, Миннесота)
Хэмптон (англ. Hampton) — тауншип в округе Дакота, Миннесота, США. На 2000 год его население составило 986 человек.

## География
По данным Бюро переписи населения США площадь тауншипа составляет 88,8 км², из которых 88,8 км² занимает суша, водоёмов нет.

## Демография
По данным переписи населения 2000 года здесь находились 986 человек, 320 домохозяйств и 261 семья. Плотность населения — 11,1 чел./км².  На территории тауншипа расположено 322 постройки со средней плотностью 3,6 построек на один квадратный километр. Расовый состав населения: 98,78 % белых, 0,20 % афроамериканцев, 0,61 % коренных американцев, 0,20 % азиатов и 0,20 % приходится на две или более других рас.
Из 320 домохозяйств в 43,8 % воспитывались дети до 18 лет, в 75,9 % проживали супружеские пары, в 3,1 % проживали незамужние женщины и в 18,4 % домохозяйств проживали несемейные люди. 12,5 % домохозяйств состояли из одного человека, при том 3,1 % из — одиноких пожилых людей старше 65 лет. Средний размер домохозяйства — 3,08, а семьи — 3,42 человека.
32,2 % населения — младше 18 лет, 7,2 % — в возрасте от 18 до 24 лет, 30,5 % — от 25 до 44, 22,1 % — от 45 до 64, и 8,0 % — старше 65 лет. Средний возраст — 36 лет. На каждые 100 женщин приходилось 105,8 мужчин.  На каждые 100 женщин старше 18 приходилось 102,7 мужчин.
Средний годовой доход домохозяйства составлял 62 292 доллара, а средний годовой доход семьи —  68 750 долларов. Средний доход мужчин —  46 500  долларов, в то время как у женщин — 31 023. Доход на душу населения составил 25 576 долларов. За чертой бедности находились 0,8 % семей и 2,2 % всего населения тауншипа, из которых 1,6 % младше 18 и 2,4 % старше 65 лет.